# Textielafval

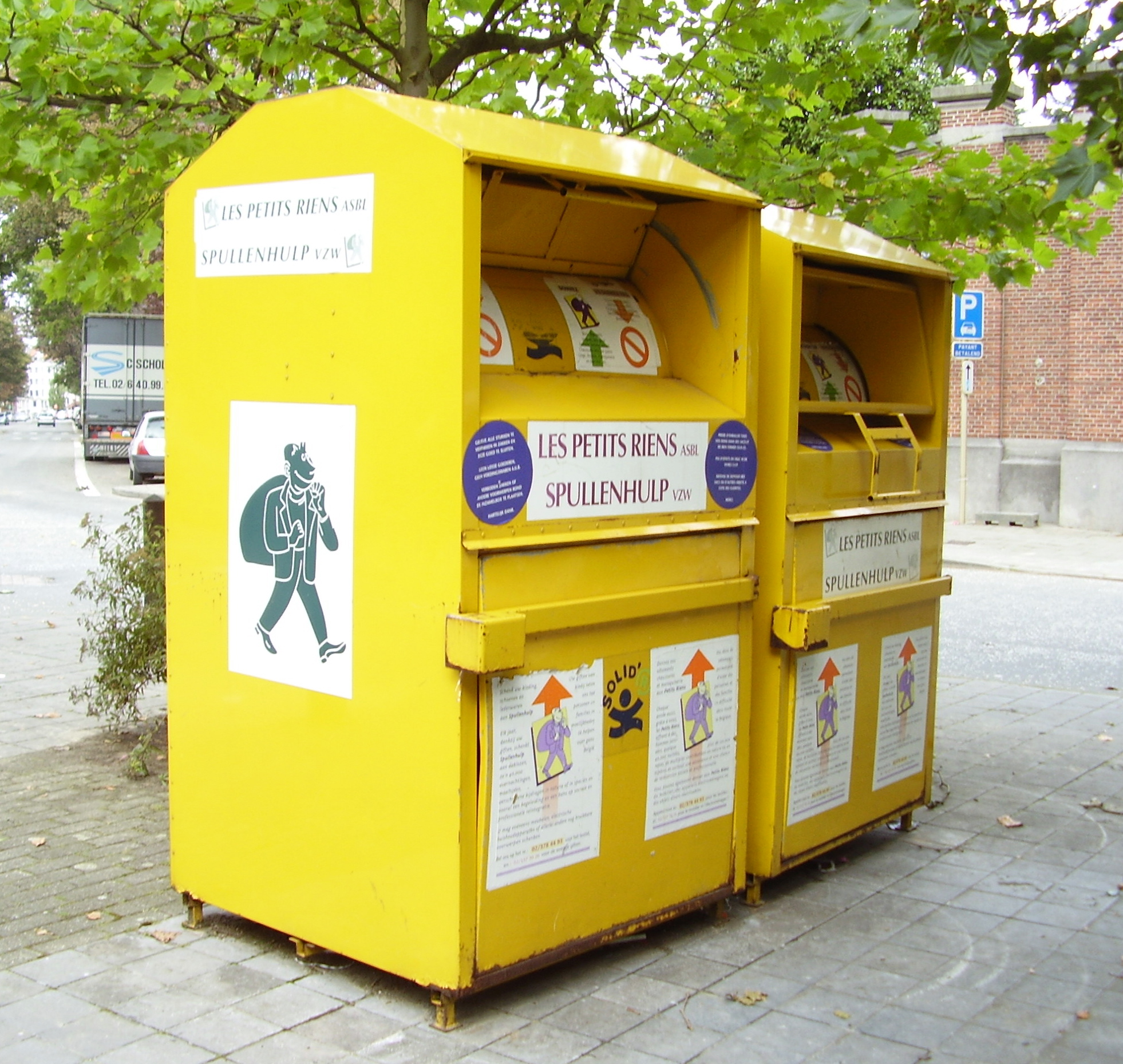
Textielafval inzamelbak in Brussel

Textielafval is afval dat van textiel gemaakt is.
Vroeger werden lompen opgehaald door de voddenman, ook waren er handelaars in lompen en oude metalen. De oude kleren waren waardevol omdat hiervan papier werd gemaakt. Toen de papierindustrie overging op hout en oud papier als grondstoffen zijn deze beroepen verdwenen. Tegenwoordig wordt textielafval gescheiden ingezameld ten behoeve van hergebruik en recyclage.

## Hergebruik
In geval van hergebruik wordt het product een tweede of volgende keer precies zo gebruikt als de eerste. Een voorbeeld is gedragen kleding die als tweedehands kleding nog een keer gedragen wordt. Bij recyclage van textielafval wordt het product voor iets anders gebruikt dan waarvoor het oorspronkelijk werd gemaakt. Zo wordt niet-bruikbare kleding omgevormd tot poetslappen, vulling voor matrassen of isolatiemateriaal. Bij recyclage van textiel is het tegenwoordig ook mogelijk om vezels uit gedragen kleding te halen en te verwerken in nieuwe textiel, om zo van gedragen kleding nieuwe kleding te maken.

## Verwerking in Nederland

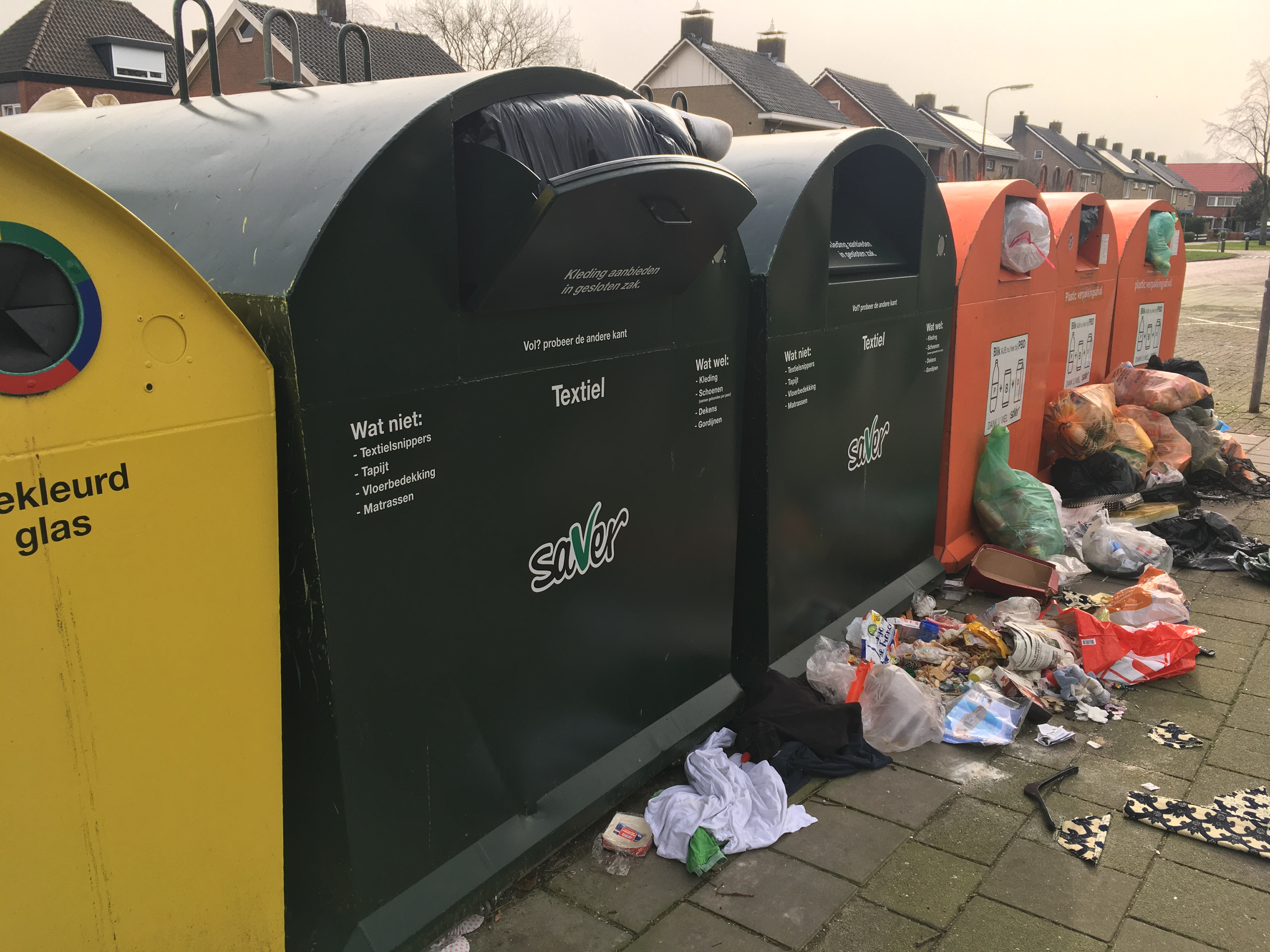
Containers voor de inzameling van textielafval in Gemeente Halderberge.

Afgedankt textiel wordt in Nederland gescheiden ingezameld en zo veel mogelijk nuttig toegepast. In het jaar 2000 gooiden consumenten en bedrijven 218 miljoen kilogram textiel weg. Daarvan is 72 miljoen kg textiel gescheiden ingezameld voor hergebruik. Dat is een derde van al het afgedankt textiel. De rest, 146 miljoen kg, kwam op de vuilstort terecht of is verbrand.
De Nederlandse overheid stimuleert hergebruik van afvalstoffen en wil daarom dat een aantal afvalstoffen, waaronder textiel, apart worden ingezameld. De overheid wil dat haar burgers in 2015 65% van al hun afval gescheiden aanbieden. In 2010 is 34% van het afgedankte textiel apart ingezameld. 135 miljoen kg belandt via het restafval in de verbrandingsoven. De gemeenten zijn verantwoordelijk voor het inzamelen van textiel uit huishoudens. Bedrijven zijn zelf verantwoordelijk voor gescheiden inzameling en afvoer van textiel uit hun bedrijf. Zij kunnen textiel duurzaam laten verwerken of kiezen voor verbranding.
Gemeenten kunnen textielbakken plaatsen en/of huis-aan-huis ophalen. De meeste gemeenten besteden het inzamelen van textiel echter uit aan charitatieve instellingen, kringloopwinkels of commerciële inzamelbedrijven. Vloerbedekking en tapijt van huishoudens wordt niet apart ingezameld. Een aantal gemeenten scheidt rollen vloerbedekking en tapijten in de milieustraat van het grof huishoudelijk afval. Zo komen ze beschikbaar voor recycling .
De inzamelaars verkopen het textiel en schoeisel meestal aan speciale sorteerbedrijven. Soms neemt de organisatie het sorteren zelf op zich. Kleding en schoenen die nog goed draagbaar zijn, worden verdeeld naar categorie (dames, heren en kinderkleding) en naar materiaalsoort (bijvoorbeeld wol of katoen). Vervolgens worden ze geëxporteerd naar meer dan 100 landen. Voor veel wereldburgers is tweedehands kleding de enige kans op betaalbare, kwalitatief hoogstaande kleding.
Onbruikbare kleding wordt door sommige sorteerders verder gesorteerd. In Wormerveer staat een wereldwijde primeur op het gebied van textielsortering. De T4T sorteermachine beoordeelt iedere seconde tot twee kledingstukken op vezelsamenstelling. Zo ontstaan grote fracties van textiel met eenzelfde samenstelling. Uit deze zuivere fracties worden de vezels gehaald om tot nieuw garen te spinnen.
Textiel dat hier niet geschikt voor is, kan op andere manieren gerecycled worden. Allereerst wordt het ontdaan van haken, knopen en andere materialen. In rechthoekige lappen gesneden is het textiel geschikt als poetsdoek voor garages, machinefabrieken, drukkerijen, het leger of de spoorwegen. De garens kunnen ook gebruikt worden voor de productie van dekens, geluidsabsorptie en vloerbedekking. Door het toevoegen van warmte en druk kunnen er zelfs harde platen van gemaakt worden.
Anno 2012 is slechts zo'n 7% van het ingezamelde textiel onbruikbaar. Dat deel wordt verbrand.

### Bedrijven
Bedrijven zijn zelf verantwoordelijk voor het scheiden van hun afvalstoffen. Dat geldt dus ook voor textiel- en tapijtafval. Bedrijven moeten op grond van de Wet milieubeheer een milieuvergunning hebben of vallen onder de algemene regels van de algemene maatregelen van bestuur die zijn gebaseerd op artikel 8.4 van de Wet milieubeheer. Voor bedrijven die vergunningplichtig zijn, kan de verplichting tot afvalscheiding in de vergunning staan. Voor bedrijven die vallen onder de 8.40 AMvB's vloeit de verplichting uit de AMvB voort.
Afvalscheiding is verplicht als meer dan 2000 kg (de zogenoemde ondergrens) textiel- en tapijtafval per jaar wordt geproduceerd. Als een bedrijf dus gemiddeld meer dan 40 kg textiel- en tapijtafval per week heeft, moet zij het gescheiden afgeven. Blijft het bedrijf onder dat gewicht, dan hoeft het dit afval mogelijk niet gescheiden af te geven. Het bevoegd gezag heeft daarin het laatste woord. Het bevoegd gezag is de instantie die op basis van de wet- en regelgeving vergunningen verleend. In dit geval zijn dat de gemeenten.
glasafval ·
gft-afval ·
klein chemisch afval ·
kunststofafval ·
elektronisch afval ·
papier- en kartonafval ·
textielafval ·
restafval